# Philippines' Next Top Model (mùa 1)
Mùa đầu tiên của Philippines' Next Top Model được phát sóng từ ngày 13 tháng 3 đến ngày 12 tháng 6 năm 2007 trên RPN Kasama Mo.
Điểm đến quốc tế cho mùa này là Hong Kong dành cho top 3.
Người chiến thắng của mùa này là Grendel Alvarado, 22 tuổi từ Pampanga. Cô giành được:
- 1 hợp đồng người mẫu với Saga Events trị giá ₱150.000
- 1 hợp đồng người mẫu và đại diện với Starz People ở Hong Kong
- Lên ảnh bìa tạp chí cùng 8 trang biên tập cho Preview
- 1 hợp đồng quảng cáo cho L'Oréal & Marie France Bodyline.
- 1 hợp đồng chứng thực với Celine trong 1 năm
- 1 năm sử dụng dịch vụ làm tóc Facial Care Center
- 1 sợi dây chuyền ngọc trai vàng từ Jewelmer’s Pearl Ambassador to the World
- Giải thưởng tiền mặt trị giá ₱500.000 từ Mane 'n Tail

## Các thí sinh
(Tuổi tính từ ngày dự thi)
| Thí sinh          | Tuổi | Chiều cao              | Quê quán       | Bị loại ở | Hạng              |
| ----------------- | ---- | ---------------------- | -------------- | --------- | ----------------- |
| Marj Cornillez    | 18   | 1,73 m (5 ft 8 in)     | Antipolo       | Tập 1     | 14-13             |
| Sara Kae Custodio | 19   | 1,75 m (5 ft 9 in)     | Laguna         | Tập 1     | 14-13             |
| Weng Santos       | 18   | 1,71 m (5 ft 7+1⁄2 in) | Pampanga       | Tập 2     | 12                |
| Mira Baino        | 20   | 1,74 m (5 ft 8+1⁄2 in) | Rizal          | Tập 3     | 11                |
| Raine Larrazabal  | 21   | 1,68 m (5 ft 6 in)     | Quezon         | Tập 4     | 10                |
| Gemma Gatdula     | 24   | 1,70 m (5 ft 7 in)     | Pampanga       | Tập 5     | 9                 |
| Jayna Reyes       | 26   | 1,75 m (5 ft 9 in)     | Laguna         | Tập 6     | 8                 |
| Sheena Sy         | 24   | 1,68 m (5 ft 6 in)     | Makati         | Tập 7     | 7                 |
| Bambi del Rosario | 23   | 1,70 m (5 ft 7 in)     | Quezon         | Tập 8     | 6                 |
| Joy Pagurayan     | 19   | 1,68 m (5 ft 6 in)     | Cagayan de Oro | Tập 9     | 5                 |
| Elf Stehr         | 19   | 1,78 m (5 ft 10 in)    | Cebu           | Tập 12    | 4 (dừng cuộc thi) |
| Jen Olivar        | 21   | 1,70 m (5 ft 7 in)     | Las Piñas      | Tập 12    | 3                 |
| Rina Lorilla      | 23   | 1,75 m (5 ft 9 in)     | Parañaque      | Tập 14    | 2                 |
| Grendel Alvarado  | 22   | 1,73 m (5 ft 8 in)     | Pampanga       | Tập 14    | 1                 |

## Các tập

### Tập 1: The Girls Get Waxes
Khởi chiếu: 13 tháng 3 năm 2007
Từ hơn 300 thí sinh đăng ký dự thi, 27 thí sinh bán kết được chọn và đưa tới khách sạn Intercontinental ở Manila để phỏng vấn và tham gia thử thách trình diễn thời trang. Cuối cùng, 14 thí sinh được chọn và được đưa đến ngôi nhà chung của họ. Vì chỉ có 12 chiếc giường, Elf & Jen thất bại và buộc phải ngủ trong phòng khách. Sau đó, họ đã có một buổi bikini wax ngay tại nhà.
Ngày hôm sau, các cô gái được gặp cố vấn của họ là người mẫu Joey Mead tại đại lộ Rizal cho buổi chụp hình đầu tiên trong áo tắm trước những người dân xung quanh. Vào buổi đánh giá đầu tiên ngày tiếp theo, Jayna được gọi tên đầu tiên và ban giám khảo cảm thấy cả Sara Kae và Marge đều thất bại trong buổi chụp hình khi Sara Kae không có cá tính trong ảnh, còn Marj được chú ý vì màn thể hiện kém và thiếu cá tính. Cuối cùng, Ruffa quyết định cả hai đều bị loại khỏi cuộc thi.
- Nhiếp ảnh gia: Xander Angeles
- Khách mời đặc biệt: Joey Mead

### Tập 2: The Girl Who Strikes in Her Attitude
Khởi chiếu: 20 tháng 3 năm 2007
12 cô gái còn lại đã có một buổi học catwalk từ Wilma & Robbie, khi họ được dạy cách đi với thái độ và sau đó cho các cô gái 1 kiểu động vật để đi catwalk theo kiểu của chúng. Ngày hôm sau, họ được đưa tới một cánh đồng cho thử thách catwalk khốc liệt qua đường bùn, Sheena chiến thắng thử thách và cô chọn Gemma, Raine & Weng để chia sẻ giải thưởng là một bữa tối với 2 người mẫu Joey Mead & Rissa Mananquil. Ngày tiếp theo, họ đã có một buổi mua sắm miễn phí tại cửa hàng Celine. 
Ngày hôm sau, các cô gái được tới Café Ysabel cho buổi chụp hình thời trang cao cấp trong đồ lót, khi họ được chia thành ba nhóm (tốt, trung bình, kém) được dựa trên buổi chụp hình trước khi nhóm làm tốt nhất tuần trước sẽ tạo dáng trong bối cảnh đơn giản trong khi nhóm kém nhất sẽ tạo dáng trong bối cảnh bận rộn. Sheena chiếm trung tâm với bức ảnh thời trang cao cấp của cô, trong khi Bambi & Raine được khen ngợi về thái độ quyết liệt của họ. Vào buổi đánh giá ngày kế tiếp, ban giám khảo cảm thấy Mira thiếu niềm đam mê cho cuộc thi do bà của cô phải phẫu thuật, còn Weng thì có vấn đề về thái độ và thất vọng với những lời phàn nàn của cô trong buổi chụp ảnh. Kết quả là Sheena được gọi tên đầu tiên còn Weng là thí sinh tiếp theo bị loại.
- Nhiếp ảnh gia: Xander Angeles
- Khách mời đặc biệt: Joey Mead, Rissa Mananquil, Shanilou Batanes

### Tập 3: The Girl Who Is Confused
Khởi chiếu: 27 tháng 3 năm 2007
11 cô gái còn lại đươc đưa tới tiệm salon Razzle Dazzle để nhận diện mạo mới của họ. Sau đó, họ đã có một buổi học trang điểm và cách thay đổi từ cái nhìn ban ngày sang cái nhìn ban đêm từ nhóm trang điểm L'Oréal. Sau đó, họ đã có thử thách trang điểm bên trong một chiếc xe di chuyển trong 10 phút, Bambi chiến thắng thử thách và cô chọn Jen & Elf để chia sẻ giải thưởng là một túi quà đặc biệt từ L'Oréal và một bữa tối trong nhà hàng với Denise & giám đốc marketing Rea Cruz.
Ngày hôm sau, các cô gái được đưa tới Edge of Light Studio cho buổi chụp hình tiếp theo trong thiết kế cũa Adzna Malli, trong khi tạo dáng cùng với các loài bò sát. Bambi bị trầy xước bởi một con kỳ nhông nhưng cuối cùng vẫn làm tốt. Vào buổi đánh giá ngày tiếp theo, họ đã có thử thách trang điểm theo phong cách ngôi sao nhạc rock trong 10 phút. Joy được khen ngợi vì bức ảnh tuyệt đẹp và sự tự tin của cô ấy trong khi Elf, Grendel & Jen được khen ngợi vì những cải tiến không ngừng trong suốt cuộc thi. Mira bị phê bình vì không cải thiện đủ trong cuộc thi và vì bối rối trong bức ảnh, còn Jayna vì không ăn mặc như một người mẫu và vì không giống như một người mẫu. Kết quả là Joy được gọi tên đầu tiên còn Mira là thí sinh tiếp theo bị loại.
- Nhiếp ảnh gia: Erwin Barleta
- Khách mời đặc biệt: Denise Go, Rea Cruz, Adzna Malli

### Tập 4: The Girl Who Can Act
Khởi chiếu: 3 tháng 4 năm 2007
10 cô gái còn lại đươc gặp Ruffa và đạo diễn Fritz Ynfante tại nhà hát Aldaba ở Quezon cho một buổi học diễn xuất. Ngày hôm sau, Joey đến gặp họ cho thử thách diễn xuất khi họ phải thể hiện một cảm xúc với một đạo cụ bất kì. Một số cô gái không có ý tưởng làm thế nào để sử dụng đạo cụ trong khi những người khác xuất sắc. Kết quả là Raine chiến thắng thử thách với cách giải thích "nỗi buồn" bằng một điều khiển từ xa, và cô chọn Sheena & Jen để chia sẻ giải thưởng là một buổi mát xa và spa trong nhà, trong khi những người còn lại phải dọn dẹp nhà cửa.
Ngày tiếp theo, các cô gái được đưa tới một nhà kho cho buổi chụp hình tiếp theo hóa thân thành sát thủ, khi họ sẽ tạo dáng theo cặp trong trang phục giống nhau. Grendel, Jen & Rina đã gây ấn tượng với Vincent trong buổi chụp hình. Vào buổi đánh giá ngày hôm sau, Ảnh của Raine thật khó xử và ban giám khảo cảm thấy rằng cô không phù hợp với nghề người mẫu, ngoài ra họ cũng không ấn tượng với ảnh của Jayna. Kết quả là Rina được gọi tên đầu tiên và mặc dù chiến thắng thử thách, Raine là thí sinh tiếp theo bị loại.
- Nhiếp ảnh gia: Mark Nicdao
- Khách mời đặc biệt: Fritz Ynfante, Joey Mead, Jigs Mayuga

### Tập 5: The Girl Who Flew Away
Khởi chiếu: 10 tháng 4 năm 2007
Sau khi Raine bị loại, 9 cô gái còn lại quay lại ngôi nhà chung thì nhận được tin nhắn họ sẽ có chuyến đi nghỉ qua đêm đến Subic. Ngày hôm sau, họ được gặp Wilma tại Vịnh Subic cho thử thách rèn luyện thể chất với 2 quân nhân, bao gồm các bài tập như khởi động, vượt chướng ngại vật, leo núi và leo tường. Trong khi Bambi khiến cho Wilma thất vọng vì cô ấy không muốn rèn luyện, trong những người khác dường như rất vui vẻ. Sau khi rèn luyện xong, họ đã có buổi chụp hình bất ngờ với tình trạng hiện tạu của họ. Kết quả là Elf chiến thắng thử thách và sau khi quay về ngôi nhà chung thì cô đã có một bữa tối tại vườn với Mira, người bị loại ở những tập trước.
Ngày tiếp theo, Robbie đến gặp các cô gái tại ngôi nhà chung để cho một số lời khuyên. Ngày hôm sau, họ được đưa tới vườn Mango Farm ở Antipolo cho buổi chụp hình tiếp theo hóa thân thành những chú chim đầy màu sắc, trong khi họ phải tạo dáng khi nhảy trên tấm bạt lò xo. Vào buổi đánh giá ngày kế tiếp, ban giám khảo đã rất ấn tượng với ảnh của Grendel, Jayna, Rina & Jen trong khi Joy & Gemma không thể có được bức ảnh đẹp. Kết quả là Grendel được gọi tên đầu tiên vì "sự cải thiện đáng chú ý" của cô ấy và vì không thể chuyền được vẻ đẹp tự nhiên của cô vào bức ảnh, Gemma là thí sinh tiếp theo bị loại.
- Nhiếp ảnh gia: Ruben de la Cruz

### Tập 6: The Girl Who Just Doesn't Get It
Khởi chiếu: 17 tháng 4 năm 2007
Tim Yap đến gặp 8 cô gái còn lại tại ngôi nhà chung cho một buổi học về cách ứng xử trong bữa tiệc, trước khi có một buổi mua sắm tại cửa hàng Tomato tại SM Mall of Asia. Sau đó, họ đã có một bữa tiệc với Tim tại quán bar Embassy, mà không biết rằng ban giám khảo đang bí mật quan sát từng cử chỉ tự nhiên và thái độ thực sự của họ. Một số cô gái đã rất tự tin và thể hiện bản thân tốt, trong khi những người khác không thể hiện được ấn tượng. 
Ngày hôm sau, các cô gái đã có buổi buổi chụp hình tiếp theo cho nước hoa L'Oréal, khi mỗi cô gái sẽ đại diện cho một mùi hương khác nhau. Vào buổi đánh giá ngày tiếp theo, Jen, Grendel, Rina, Sheena & Joy có bức ảnh đẹp, ảnh của Elf được coi là đẹp nhưng không phù hợp với chủ đề, cách tạo dáng của Bambi rất tốt nhưng khuôn mặt thì không, trong khi Jayna một lần nữa thất bại để có một bức ảnh đẹp. Kết quả là Jen được gọi tên đầu tiên và vì thiếu sự nhất quán trong ảnh của mình và phần thể hiện tệ hại trong bữa tiệc, Jayna là thí sinh tiếp theo bị loại.
- Nhiếp ảnh gia: Juan Caguicla
- Khách mời đặc biệt: Tim Yap, Jigs Mayuga

### Tập 7: The Girl Who Is A Fighter
Khởi chiếu: 24 tháng 4 năm 2007
Olen Juarez-Lim đến gặp 7 cô gái còn lại tại ngôi nhà chung cho buổi học về điểm mạnh và yếu trong vị trí và góc phù hợp trong buổi chụp hình của người mẫu, trước khi có thử thách chụp hình che giấu và tỏa sáng khuyết điểm của họ và Ruffa sẽ xem ảnh của họ. Kết quả là Bambi chiến thắng thử thách và cô chọn Grendel & Joy để chia sẻ giải thưởng là một ngày thư giãn tại The Spa. Ngày hôm sau, Ruffa đến gặp họ tại ngôi nhà chung và từng người đã có một buổi nói chuyện riêng với cô. Sau đó, các cô gái đã có buổi chụp hình chân dung cho giày Celine, khi họ tạo dáng với tóc dày cùng với một chiếc giày trên đỉnh đầu. Jen & Bambi thể hiện tốt trong khi Joy & Elf cảm thấy họ thiếu cảm xúc.
Vào buổi đánh giá ngày tiếp theo, Elf đã thể hiện khía cạnh nữ tính của cô mặc dù có vẻ ngoài cứng rắn và được gọi tên đầu tiên, còn Rina, Joy & Sheena rơi vào cuối bảng. Ruffa hỏi từng người ai mà họ nghĩ nên bị loại, Rina & Sheena từ chối trả lời còn Joy cho rằng cô ấy có thể bị loại vì thể hiện kém. Sau đó, Ruffa hỏi Sheena về những điều cô có thể đưa ra trong cuộc thi trong trường hợp cô không bị loại và Sheena trả lời trôi chảy rằng cô sẽ lấy lời phê bình của ban giám khảo và sử dụng nó để làm lợi thế cho cô, vì Sheena là thí sinh tiếp theo bị loại.
- Nhiếp ảnh gia: Ronald Pineda
- Khách mời đặc biệt: Olen Juarez-Lim, Joey Mead, Jigs Mayuga

### Tập 8: The Girl Who Made It Work
Khởi chiếu: 1 tháng 5 năm 2007
6 cô gái còn lại được gặp Joey Mead tại cửa hàng Salabianca Boutique cho buổi học về cách linh hoạt trong những gì họ đang mặc, trước khi Joey yêu cầu họ ghép cặp và phối đồ cho lẫn nhau. Sau đó, họ được đưa tới cửa hàng quẩn áo cũ tại Pasay cho thử thách mua quần áo phối đồ với ₱300 và phải đi catwalk trong bộ đồ họ mua đó. Kết quả là Grendel chiến thắng thử thách và nhận được một buổi mua sắm tại 2 cửa hàng CMG Philippines & bYsi Fashion trị giá ₱20.000, ngoài ra cô còn chọn Elf để nhận ₱10.000 mua sắm cùng cô.
Ngày hôm sau, các cô gái đã có buổi chụp hình tiếp theo trong váy couture và trang điểm đậm, khi họ sẽ phải tạo dáng trước một khung hình cổ. Vào buổi đánh giá ngày tiếp theo, giám khảo khen ngợi ảnh của Jen và chỉ trích Bambi. Khi đến lượt Joy bị phán xét, do căng thẳng giữa cô & Bambi nên Ruffa yêu cầu Bambi bước tới và tự giải thích và Bambi nói rằng cô không kỳ thị Joy và không bao giờ nên để bất kỳ ai kỳ thị cô ấy vì cô ấy xinh đẹp. Kết quả là Jen được gọi tên đầu tiên và vì không thể hiện nhiều hơn cho ban giám khảo, Bambi là thí sinh tiếp theo bị loại.
- Nhiếp ảnh gia: Joey Mead
- Khách mời đặc biệt: Jean Young

### Tập 9: The Girl Who Didn't Stand Out
Khởi chiếu: 8 tháng 5 năm 2007
5 cô gái còn lại được gặp Robbie tại vườn Fernwood tại Quezon cho buổi học về những điều nên và không nên của một người mẫu, trước khi có thử thách trình diễn thời trang trong 3 bộ đồ: áo tắm của Risque, trang phục đường phố của Kisses and Co và váy dạ hội cao cấp của Rajo Laurel. Joy được khen ngợi trong bikini, Jen thất bại vì quá thô, trong khi Rina làm tốt nhất trong váy dạ hội và Elf một lần nữa nhận được khen ngợi cho đôi chân tuyệt đẹp của cô ấy trong đồ bơi. Nhưng cuối cùng, Grendel chiến thắng thử thách vì thể hiện sự linh hoạt của cô ấy và sẽ có một bữa tối với một người mẫu chuyên nghiệp.
Ngày hôm sau, các cô gái được đưa tới công viên giải trí Star City cho buổi chụp hình tiếp theo hóa thân thành showgirl trên vòng quay ngựa, trong khi họ phải tỏa sáng nhất xung quanh những vũ công đến từ The Amazing Philippines Showgirls. Jen, Joy & Grendel chật vật với phần thể hiện của họ, trong khi Rina & Elf cho thấy sự tự tin nhất. Vào buổi đánh giá ngày tiếp theo, Joy bị chỉ trích vì thái độ "hoa hậu", Grendel & Jen thì quá an toàn và cần thêm một chút tự tin, Elf thì không đồng nhất trong bức hình còn Rina có lời phê bình tốt nhất khi cô tự tin và khác biệt nhất. Kết quả là Rina được gọi tên đầu tiên và vì thái độ "hoa hậu" và bị tràn ngập bởi các showgirl khác, Joy là thí sinh tiếp theo bị loại.
- Nhiếp ảnh gia: Xander Angeles
- Khách mời đặc biệt: Những cô gái từ The Amazing Philippines Showgirls

### Tập 10: The Girl Who Perfected the Runway
Khởi chiếu: 15 tháng 5 năm 2007
Joey Mead đến gặp 4 cô gái còn lại tại ngôi nhà chung cho buổi học về cách chuẩn bị cho casting. Sau đó, họ được đưa đến cửa hàng House of Laurel cho thử thách casting giả với nhà thiết kế Rajo Laurel, khi họ phải catwalk trong chiếc váy dạ hội thời trang cao cấp và được Rajo phỏng vấn họ để biết được điểm mạnh và điểm yếu của họ. Kết quả là Grendel chiến thắng thử thách và được Rajo tặng một phiếu quà tặng từ House of Laurel.
Ngày hôm sau, các cô gái được đưa tới Laybare Salon cho một buổi bikini wax, trước khi được đưa tới Laiya Beach Resort ở Batangas. Sau đó, họ đã có buổi chụp hình tiếp theo trong đồ bơi theo khái niệm Jewel at the Sea, khi họ sẽ tạo dáng theo nhóm trên cát và theo cá nhân trên biển với dây chuyền ngọc trai. Vào buổi đánh giá ngày tiếp theo, Elf nhận được đánh giá tích cực từ ban giám khảo và được gọi tên đầu tiên còn Rina và Grendel rơi vào cuối bảng. Nhưng sau đó thì Ruffa thông báo rằng không ai sẽ bị loại.
- Nhiếp ảnh gia: Xander Angeles
- Khách mời đặc biệt: Joey Mead, Rajo Laurel

### Tập 11: The Girls Into Reminisce
Khởi chiếu: 22 tháng 5 năm 2007
Tập này tóm tắt lại tất cả những khoảnh khắc tồi tệ nhất và tốt nhất của những người mẫu trong các tập trước.

### Tập 12: The Girl Who is A Lackluster
Khởi chiếu: 29 tháng 5 năm 2007
Joey Mead đến gặp 4 cô gái còn lại tại ngôi nhà chung cho buổi học về cách chuẩn bị cho một buổi casting quốc tế, trước khi đã được kiểm tra bằng buổi casting giả khi Joey đóng giả là một khách hàng yêu cầu họ diễn một kịch bản cụ thể cho sản phẩm làm đẹp và nước giải khát. Các cô gái sau đó phấn khích khi biết rằng họ sẽ được bay tới Hồng Kông, trước khi Elf bất ngờ xin dừng cuộc thi vì quá nhớ gia đình. Như vậy, chỉ có 3 cô gái còn lại sẽ bay đến Hồng Kông. Sau khi tới nơi và di chuyển tới khách sạn, họ đã gặp Robbie cho thử thách chạy đua khi họ phải chụp hình tại 3 địa danh nổi tiếng trong nước và viết ra tất cả các đường phố mà họ đã nhìn thấy. Kết quả là Grendel chiến thắng thử thách và sẽ được 1 chuyến mua sắm tại Vịnh Đồng La.
Ngày hôm sau, họ đã có buổi chụp hình tiếp theo một chiến dịch phòng chống ung thư vú, khi họ sẽ phải tạo dáng khỏa thân. Các cô gái đều sốc và lo lắng nhưng hầu hết họ đều làm tốt. Vào buổi đánh giá ngày tiếp theo, Grendel gây ấn tượng về bức ảnh chất lượng nhưng ít thư giãn hơn, Rina đã gây ấn tượng một lần nữa vì bức ảnh rất mạnh mẽ và ý nghĩa nhưng lại không có biểu cảm khuôn mặt, Jen tuy không nổi bật nhưng nó đã được thực hiện một cách khéo léo với cảm xúc của một suy nghĩ tích cực và tiêu cực. Kết quả là Rina được gọi đầu tiên và vì thiếu sức sống để đưa ra một biểu cảm khác trong bức ảnh, Jen là thí sinh tiếp theo bị loại.
- Nhiếp ảnh gia: Xander Angeles
- Khách mời đặc biệt: Joey Mead, Jeff Rodriguez

### Tập 13: The Girl Who Becomes Philippine's Next Top Model (Phần 1)
Khởi chiếu: 5 tháng 6 năm 2007
Grendel & Rina được gặp Robbie và tổng giám đốc Mee-Yian Yong tại quản lí người mẫu Starz People để tham gia vào thử thách casting cho 3 nơi: Amandarling Boutique, tạp chí Cover và The House of Siren. Kết quả là cả hai đều thể hiện rất tốt nên sẽ được một buổi mua sắm tại chợ đêm Mong Kok.
Ngày hôm sau, họ được đưa tới giao lộ giữa 2 quận Central & Wang Chai cho buổi chụp hình tiếp theo trong phong cách thời trang cao cấp đường phố, khi họ sẽ tạo dáng ở hai nơi khác nhau. Vào buổi đánh giá ngày tiếp theo, Rina cho sự linh hoạt và thái độ hơn còn Grendel đã tự tin hơn và có tài năng thiên bẩm. Kết quả là không ai bị loại và họ sẽ quay lại Manila cho những thử thách cuối cùng.
- Khách mời đặc biệt: Xander Angeles
- Nhiếp ảnh gia: Mee-Yian Yong, Amanda Leon, Jean Pierre Magario, Gregory Derham, Steven Doloso

### Tập 14: The Girl Who Becomes Philippine's Next Top Model (Phần 2)
Khởi chiếu: 12 tháng 6 năm 2007
Grendel & Rina đã quay lại Manila cho những thử thách cuối cùng của cuộc thi. Sau khi tới nơi, họ đã có buổi chụp hình cuối cùng là ảnh chân dung quảng cáo cho L'Oréal Paris, trước khi họ sẽ có một buổi quay quảng cáo cho kem nền L'Oréal True Match. Ngày hôm sau, họ được đưa tới trung tâm Rockwell cho một buổi diễn tập cho Zara. Sau đó, họ được đưa tới NBC Tent cho buổi trình diễn thời trang cuối cùng cho bộ sưu tập Hè của Zara cùng với những người mẫu quốc tế khác. Grendel mang đến một phong cách rất phi thường trong sàn diễn với đầy năng lượng trong khi Rina cố gắng giảm bớt nỗi sợ hãi và tự tin đứng vững một lúc.
Vào buổi đánh giá cuối cùng ngày tiếp theo, Rina đi đầu với một quyết định công bằng trong thử thách trình diễn thời trang của mình trong khi làm rất tốt về quảng cáo vì đó là lợi thế của cô. Grendel có lẽ đã không thể hiện một màn trình diễn tốt hơn trong quay quảng cáo nhưng thể hiện của cô tốt hơn trên sàn diễn khi nó trở thành lợi thế của cô. Kết quả cuối cùng, Grendel đã trở thành quán quân đầu tiên của Philippine's Next Top Model.
- Nhiếp ảnh gia: Pat Dy
- Khách mời đặc biệt: Jigs Mayuga, Robert Quebral, Joey Mead, Tim Yap, Rissa Mananquil

## Thứ tự gọi tên
| 1  | Weng    | Jayna     | Sheena  | Joy     | Rina    | Grendel | Jen     | Elf     | Jen     | Rina    | Elf          | Rina    | Grendel |  |  |  |  |  |  |  |  |  |  |  |  |  |
| 2  | Grendel | Bambi     | Grendel | Jen     | Grendel | Jayna   | Grendel | Bambi   | Elf     | Elf     | Jen          | Grendel | Rina    |  |  |  |  |  |  |  |  |  |  |  |  |  |
| 3  | Mira    | Gemma     | Raine   | Elf     | Jen     | Rina    | Elf     | Jen     | Joy     | Grendel | Grendel Rina | Jen     |         |  |  |  |  |  |  |  |  |  |  |  |  |  |
| 4  | Sara    | Raine     | Bambi   | Bambi   | Sheena  | Bambi   | Sheena  | Grendel | Grendel | Jen     | Grendel Rina | Elf     |         |  |  |  |  |  |  |  |  |  |  |  |  |  |
| 5  | Bambi   | Sheena    | Joy     | Rina    | Bambi   | Elf     | Joy     | Rina    | Rina    | Joy     |              |         |         |  |  |  |  |  |  |  |  |  |  |  |  |  |
| 6  | Gemma   | Rina      | Jayna   | Grendel | Elf     | Sheena  | Rina    | Joy     | Bambi   |         |              |         |         |  |  |  |  |  |  |  |  |  |  |  |  |  |
| 7  | Joy     | Mira      | Jen     | Sheena  | Joy     | Jen     | Bambi   | Sheena  |         |         |              |         |         |  |  |  |  |  |  |  |  |  |  |  |  |  |
| 8  | Rina    | Joy       | Elf     | Raine   | Gemma   | Joy     | Jayna   |         |         |         |              |         |         |  |  |  |  |  |  |  |  |  |  |  |  |  |
| 9  | Marj    | Elf       | Rina    | Gemma   | Jayna   | Gemma   |         |         |         |         |              |         |         |  |  |  |  |  |  |  |  |  |  |  |  |  |
| 10 | Jen     | Weng      | Gemma   | Jayna   | Raine   |         |         |         |         |         |              |         |         |  |  |  |  |  |  |  |  |  |  |  |  |  |
| 11 | Elf     | Jen       | Mira    | Mira    |         |         |         |         |         |         |              |         |         |  |  |  |  |  |  |  |  |  |  |  |  |  |
| 12 | Sheena  | Grendel   | Weng    |         |         |         |         |         |         |         |              |         |         |  |  |  |  |  |  |  |  |  |  |  |  |  |
| 13 | Raine   | Marj Sara |         |         |         |         |         |         |         |         |              |         |         |  |  |  |  |  |  |  |  |  |  |  |  |  |
| 14 | Jayna   | Marj Sara |         |         |         |         |         |         |         |         |              |         |         |  |  |  |  |  |  |  |  |  |  |  |  |  |

     Thí sinh bị loại
     Thí sinh không bị loại khi rơi vào cuối bảng
     Thí sinh dừng cuộc thi
     Thí sinh chiến thắng cuộc thi
- Trong phần thứ hai của tập 1, Marj và Sara Kae rơi vào cuối bảng và cả hai đều bị loại.
- Trong tập 10, Grendel và Rina rơi vào cuối bảng nhưng không ai bị loại.
- Tập 11 là tập ghi lại khoảnh khắc từ đầu cuộc thi.
- Trong tập 12, Elf dừng cuộc thi vì lí do gia đình.
- Tập 13 là phần 1 của chung kết và được tiếp tục sang tập 14.

### Buổi chụp hình
- Tập 1: Áo tắm trên đại lộ Rizal
- Tập 2: Thời trang cao cấp trong đồ lót
- Tập 3: Tạo dáng với động vật bò sát
- Tập 4: Tên giết người và kẻ bị giết trong nhà kho cũ
- Tập 5: Chú chim màu sắc trên bạt lò xo
- Tập 6: Ảnh quảng cáo nước hoa giả cho L'Oréal
- Tập 7: Ảnh chân dung vẻ đẹp với chiếc giày ở trên đầu
- Tập 8: Váy couture trước khung ảnh cổ
- Tập 9: Nổi bật trong những vũ công The Amazing Philippines Showgirls
- Tập 10: Áo tắm với dây chuyền vàng ở biển (theo nhóm và cá nhân)
- Tập 12: Ảnh khỏa thân về việc ung thư vú
- Tập 13: Thời trang cao cấp trên đường phố
- Tập 14: Quảng cáo và ảnh quảng cáo cho L'Oréal Paris

### Diện mạo mới
- Bambi: Tóc thẳng với mái ngố dày
- Elf: Tóc vẫy sóng cùng với lớp tóc mềm
- Gemma: Tóc vẫy sóng
- Grendel: Tóc nhiều lớp và nhuộm màu nâu hạt dẻ
- Jayna: Chỉnh lông mày mỏng, cắt ngắn tới cổ và để mái theo kiểu Lucy Thoris
- Jen: Cắt ngắn và để mái giống Jenny Shimizu
- Joy: Tóc tém theo kiểu của Halle Berry
- Mira: Tóc bob đối xứng
- Raine: Tóc xoăn
- Rina: Tóc ngắn hiện đại theo kiểu Twiggy từ những năm 60
- Sheena: Tóc ngắn tới cổ và mái không đồng đều